# ダスティ・ローデス
ダスティ・ローデス （Dusty Rhodes、本名：Virgil Riley Runnels, Jr.、1945年10月12日 - 2015年6月11日）は、アメリカ合衆国のプロレスラー。テキサス州オースティン出身。NWA、WCW、WWEなど各団体でプロデューサーも務めた。
ニックネームはアメリカン・ドリーム（The American Dream）。日本では「獣戦車」、それ以前は「極道」などの異名を付けられていた。
130kgを越える巨体であったが動きは素早く、コミカルなショーマン・スタイルの第一人者として、1970年代中盤から1990年代前半にかけて絶大なベビーフェイス人気を獲得した。しかし、本来は喧嘩ファイトを得意とするラフファイターであり、ブルロープ・マッチをはじめデスマッチ形式の試合でも数々の流血戦を演じた。
ゴールダストなどのギミックで知られる実子のダスティン・ローデスと、ダスティンとは異母兄弟である末子のコーディ・ローデスもプロレスラー。
晩年はWWEの重役として活動。WWE・NXTではGMを務め、コミッショナーとも呼ばれた。

## 来歴
ウエスト・テキサス州立大学にてアメリカンフットボールの選手として活動後、コンチネンタル・フットボール・リーグのハートフォード・チャーターオークスを経て、1967年にデビュー（自著では1968年にテキサス州ハーリンジンにおいてレジー・パークスを相手にデビューしたと記しているが、現存する最古の試合記録は1967年11月30日となっている）。当初はダスティ・ラネルズ（Dusty Runnels）と名乗り、五大湖エリアのオハイオ地区でジョブ・ボーイとして活動、レスリング・ベアとのハンディキャップ・マッチにも出場した。
1968年5月よりテキサスに戻り、ダスティ・ローデス（Dusty Rhodes）と改名。若手のヒールとして頭角を現し、アルゼンチン・アポロ、グリズリー・スミス、ビリー・レッド・ライオン、デューク・ケオムカ、さらにはアメリカ修行中の坂口征二とも対戦。8月にはフリッツ・フォン・エリックが保持していたNWAアメリカン・ヘビー級王座に挑戦した。

同年10月、セントラル・ステーツ地区で同じテキサス出身のディック・マードックとヒールのタッグチーム「テキサス・アウトローズ」を結成。以降、NWAとAWAの両テリトリーを股に掛けて活躍した。
AWAではマードックとのコンビでディック・ザ・ブルーザーとクラッシャー・リソワスキーの元祖・極道コンビと抗争を展開。シングルでもワフー・マクダニエルやビル・ロビンソンと抗争を繰り広げ、バーン・ガニアの保持していたAWA世界ヘビー級王座にも挑戦するなど、"ダーティ" ダスティ・ローデス（"Dirty" Dusty Rhodes）の異名を持つテキサスの荒くれ極道として悪党人気を高めた。
テキサス・アウトローズ解散後の1973年下期、エディ・グラハムが主宰するNWAフロリダ地区のCWF（チャンピオンシップ・レスリング・フロム・フロリダ）に参戦。当初はAWA時代と同じくヒールのポジションだったが、マネージャーのゲーリー・ハート、パートナーのパク・ソンとの仲間割れを機に、1974年5月よりベビーフェイスに転向する。
以降、アメリカン・ドリーム（The American Dream）をニックネームに、1980年代半ばまで約10年間に渡ってCWFを主戦場とし、フロリダ・ヘビー級王座を通算11回、南部ヘビー級王座を通算7回獲得。南部のヒーロー的存在となって、ドリー・ファンク・ジュニア、テリー・ファンク、モンゴリアン・ストンパー、アーニー・ラッド、キング・イヤウケア、ザ・シーク、ミズーリ・モーラー、レイ・スティーブンス、ジ・アサシン、オックス・ベーカー、ボビー・ダンカン、キラー・カール・コックス、キラー・カール・クラップ、ブラックジャック・マリガン、ラーズ・アンダーソン、ザ・スポイラー、ボブ・ループ、ボブ・オートン・ジュニア、ジョー・ルダック、エリック・ザ・レッド、レロイ・ブラウン、ドン・ムラコ、イワン・コロフ、ニコライ・ボルコフ、バロン・フォン・ラシク、ミスター・サイトー、ディック・スレーター、アレックス・スミルノフ、ブルーザー・ブロディ、ビッグ・ジョン・スタッド、ロン・バス、マーク・ルーイン、ケビン・サリバン、エイドリアン・ストリート、ケンドー・ナガサキ等々、名立たるヒール勢を迎え撃った。
フロリダ地区と密接な提携関係にあったジョージア地区（ジム・バーネット主宰のジョージア・チャンピオンシップ・レスリング）にも頻繁に参戦しており、アブドーラ・ザ・ブッチャー、スタン・ハンセン、マスクド・スーパースター、ブラックジャック・ランザ、ジン・アンダーソン、オレイ・アンダーソン、ロディ・パイパー、ザ・グレート・カブキらと抗争。同地区のアイドルだったトミー・リッチやミスター・レスリング2号、かつての抗争相手だったワフー・マクダニエルともタッグを組んだ。

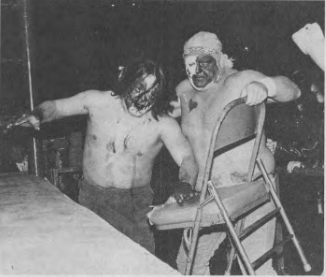
ザ・グレート・カブキ（左）と対戦するペイント姿のローデス（1982年）

フロリダではディック・マードックとテキサス・アウトローズを再結成したこともあるが、ヒールのマードックを敵に回してシングル対決も行っている。また、ルーザー・リーブス・タウン・マッチに敗れたというアングルの後、マスクを被ってミッドナイト・ライダー（The Midnight Rider）やウバルデ・スリム（Uvalde Slim）などと名乗り、一時的に覆面レスラーに変身したこともある。体型やファイトスタイルで正体は一目瞭然であり、対戦相手のヒールを撹乱し、ファンを楽しませるための演出だった。カブキとの抗争では、フェイスペイントを施したこともある。
南部のみならずニューヨークでもファンの支持を獲得し、1977年9月26日と10月24日のマディソン・スクエア・ガーデンでの定期戦において、スーパースター・ビリー・グラハムが保持していたWWWFヘビー級王座に連続挑戦している。以降もMSG定期戦にはスペシャル・ゲストの立場で何度となく出場し、スパイロス・アリオン、スタン・スタージャック、トーア・カマタ、ユーコン・ピエール、ジミー・バリアント、キラー・カーン、アンジェロ・モスカらと対戦（1979年12月17日の定期戦では王者ハーリー・レイスVS挑戦者ローデスのNWA世界ヘビー級タイトルマッチも行われた）。1978年3月20日には、同じくベビーフェイスのトップスターだったアンドレ・ザ・ジャイアント&ミル・マスカラスとトリオを結成、ケン・パテラ、トール・タナカ、ミスター・フジ組を破っている。同年はアトランタやヒューストンなどにおいて、ニック・ボックウィンクルが保持していたAWA世界ヘビー級王座にも再三挑戦した。

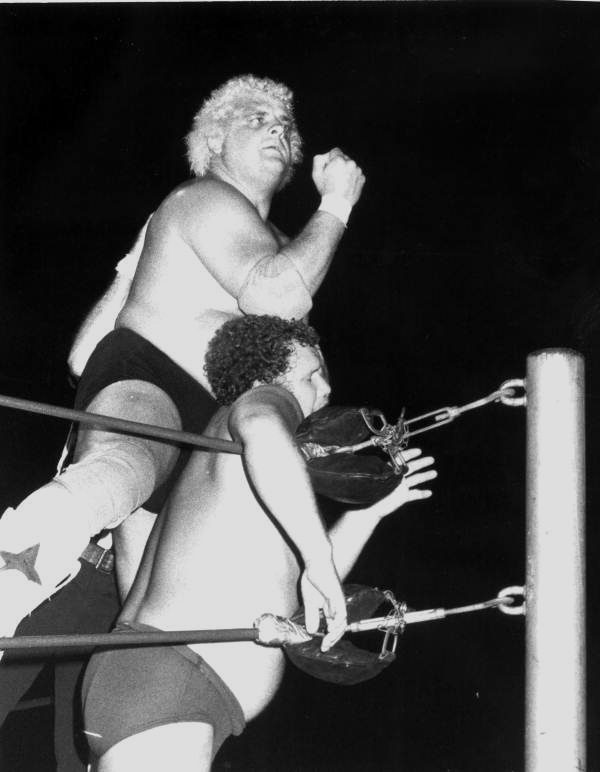
ハーリー・レイスを攻撃するダスティ・ローデス（1979年）

1979年8月21日、フロリダ州タンパでハーリー・レイスを破り第53代NWA世界ヘビー級王者となるが、5日後の8月26日、オーバー・ザ・トップロープによる反則負けで王座から転落（アメリカのルールではトップロープを越えて場外に相手を落とすのは反則である。通常、反則負けでは王座は移動しないが、時折特別ルールとして「反則裁定でも王座移動」となることがあった）。1980年10月20日にはWWFのMSG定期戦においてパット・パターソンと組み、ワイルド・サモアンズ（アファ・アノアイ&シカ・アノアイ）が保持していたWWFタッグ王座に3本勝負で挑戦。シカをフォールして1本目を先取したが、23時以降の夜間の興行を禁止するニューヨーク州の条例により時間切れで試合終了となり、スコアの上では1-0で勝利を収めたものの、タイトルは移動しなかった。
NWA世界ヘビー級王座は1981年6月21日に再びレイスから（第61代）、1986年7月26日にはリック・フレアーから奪取（第69代）。いずれも長期政権は築けなかったものの、計3回に渡って戴冠している。1985年頃からはジム・クロケット・ジュニアの運営するノースカロライナのNWAミッドアトランティック地区でプロデューサーも兼任するようになり、数多くのイベントや試合形式、レスラーのギミックなどを企画した。
1989年から約2年間、WWFと契約。黒人女子レスラーの サファイア をマネージャーに従え水玉模様のリングコスチュームを身にまとい、テッド・デビアス、ランディ・サベージ、ホンキー・トンク・マン、ビッグ・ボスマンらと抗争を展開、ダスティン・ローデスとの親子タッグも実現させた。1990年代はWCWのプロデューサーに就任、レスラーとしてはセミリタイアの状態となるが、一時期はプレイング・マネージャーとしてnWoにも加入していた。

### 晩年

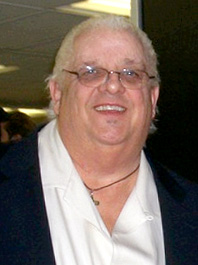
WWE時代（2008年）

WCW崩壊後は各地のインディー団体に出場し、2003年からはTNAのプロデューサーに就任（レスラーとしても活動）。2004年には息子と共にハッスルに参戦した。TNA離脱後、2005年にWWEとレジェンド契約を交わし、WWEのプロデューサー・脚本家として裏方で活躍する一方、時折リング上に姿を見せることもあった。2007年にはWWE殿堂に迎えられた（インダクターは息子のダスティンとコーディ）。同年7月22日のグレート・アメリカン・バッシュではランディ・オートンとテキサス・ブルロープ・マッチで対戦。2013年10月6日にはPPVバトルグラウンドにて息子たちと共闘した。
2015年6月10日、フロリダ州オーランドの自宅で倒れ病院に運ばれたが、死亡が確認された。69歳没。その場にはダスティンとコーディを含む家族も居合わせた。

### 日本での活躍
1971年11月、国際プロレスに初来日。この時は12月12日に飯能にて、ストロング小林のIWA世界ヘビー級王座に挑戦した。その後、1973年6月にディック・マードックとのジ・アウトローズとして再来日。6月30日に岐阜市民センターにてラッシャー木村&グレート草津のIWA世界タッグ王座に挑戦する一方、シングルでは6月23日に米沢にて小林と、7月1日に豊田にて草津と、それぞれ金網デスマッチで対戦している。
1975年11月には全日本プロレスに登場。11月27日に札幌中島スポーツセンターにて、マードックとのコンビでジャイアント馬場&ジャンボ鶴田のインターナショナル・タッグ王座に挑戦し、そのまま2人とも残留してオープン選手権に参加した。国際プロレス系の外国人で同じくオープン選手権に出場したホースト・ホフマンとバロン・フォン・ラシクは以降も全日本に度々来日したが、ローデスの全日本参戦はこれが最初で最後だった。オープン選手権の開幕戦におけるハーリー・レイス戦は日本でのベストバウトと言われているが、馬場はローデスをあまり高く評価していなかったらしく「レスラーとしては何から何までマードックの方が上」と語っている 。
1979年10月には新日本プロレスに初参戦し、11月1日に札幌中島スポーツセンターにてアントニオ猪木のNWFヘビー級王座に挑戦。ローデスと新日本プロレスとのスタイルの違いを懸念する声もあったが、WWFとの提携が軌道に乗り新日本のアメリカン・プロレス色が強くなっていた時期でもあり、アメリカ同様に日本でもファンの支持を獲得。以降も新日本の常連外国人となり、平成に入るまで来日を続けた。アメリカでの活動が多忙のため1週間程度の特別参加が多く、シリーズを通しての参戦は困難だったものの、MSGシリーズにおけるアンドレ・ザ・ジャイアントやスタン・ハンセンとの対戦、マードックとのアウトローズ再結成、そして猪木やボブ・バックランドとのタッグ結成など数々の名場面を残した。1980年5月27日には大阪府立体育館において、当時バックランドが保持していたWWFヘビー級王座に挑戦した。
ローデスのパフォーマンスとして有名なのが「尻振りダンス」である。これは相手を倒した後、尻を左右に振る動作で、アメリカでこれをやると観客は沸いたが、これを見た馬場は「こんなのが流行るのだから、アメリカというのはわからん国だ」と呆れていたという。

## 得意技

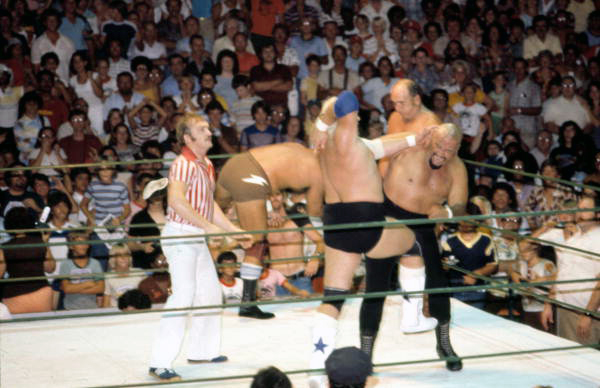
バイオニック・エルボーを放つローデス（1979年）

バイオニック・エルボー
ローデスの放つエルボー・スタンプとエルボー・ドロップの総称。エルボー・バットは相手の顔面に右ジャブを数発放った後、両腕を糸巻のようにくるくる回転させて、そこから右肘を相手の脳天に垂直に打ちつける。
パイルドライバー
足4の字固め
スリーパー・ホールド

## 獲得タイトル

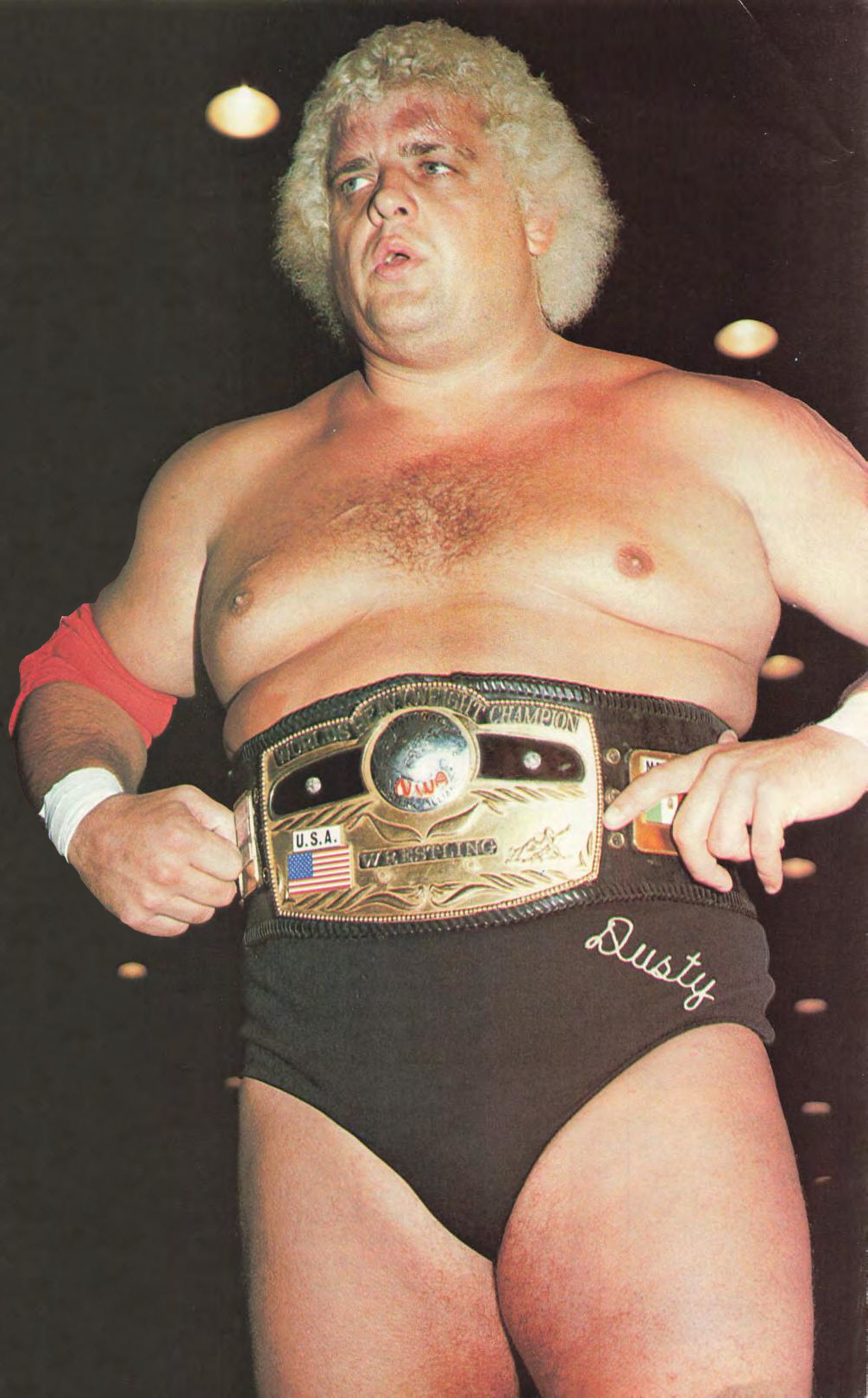
短期政権ではあったが、NWA世界ヘビー級王座を3度獲得

ナショナル・レスリング・アライアンス
- NWA世界ヘビー級王座：3回[29]
- NWA殿堂：2011年[47]

チャンピオンシップ・レスリング・フロム・フロリダ
- NWA南部ヘビー級王座（フロリダ版）：7回
- NWAフロリダ・ヘビー級王座：11回
- NWAフロリダ・ブラスナックル王座：2回
- NWAバハマズ・ヘビー級王座：1回
- NWAフロリダTV王座：2回
- NWAフロリダ・タッグ王座：5回（w / ディック・マードック、ディック・スレーター、マイク・グラハム、ボボ・ブラジル、アンドレ・ザ・ジャイアント）
- NWAフロリダ・グローバル・タッグ王座：1回（w / マグナムTA）
- NWA USタッグ王座（フロリダ版）：2回（w / バグジー・マグロー、ブラックジャック・マリガン）

ミッドアトランティック・チャンピオンシップ・レスリング
- NWA USヘビー級王座（ミッドアトランティック版）：1回
- NWA世界TV王座：2回
- NWA世界タッグ王座（ミッドアトランティック版）：2回（w / ディック・スレーター、マニー・フェルナンデス）
- NWA世界6人タッグ王座：2回（w / ロード・ウォリアーズ）

ジョージア・チャンピオンシップ・レスリング
- NWAジョージア・ヘビー級王座：1回
- NWAナショナル・ヘビー級王座：1回

セントラル・ステーツ・レスリング
- NWAセントラル・ステーツ・ヘビー級王座：1回
- NWA北米タッグ王座（セントラル・ステーツ版）：3回（w / ディック・マードック）

NWAビッグタイム・レスリング（デトロイト）
- NWA世界タッグ王座（デトロイト版）：1回（w / ディック・マードック）

NWAビッグタイム・レスリング（ダラス）
- NWAテキサス・ブラスナックル王座：2回
- NWAアメリカン・タッグ王座：2回（w / バロン・フォン・ラシク、ディック・マードック）

NWAトライステート
- NWA北米ヘビー級王座（トライステート版）：1回
- NWA USタッグ王座（トライステート版）：1回（w / アンドレ・ザ・ジャイアント）※アンドレのタイトル返上後はザ・スポイラーをパートナーに起用[48]

NWAサンフランシスコ
- NWA USヘビー級王座（サンフランシスコ版）：1回

NWAミッドパシフィック・プロモーションズ
- NWA北米ヘビー級王座（ハワイ版）：1回

ナショナル・レスリング・フェデレーション
- NWF世界タッグ王座：1回（w / ディック・マードック）

ワールド・チャンピオンシップ・レスリング（オーストラリア）
- IWA世界タッグ王座（オーストラリア版）：1回（w / ディック・マードック）

ミッドアトランティック・チャンピオンシップ・レスリング（インディー）
- NWAミッドアトランティック・タッグ王座（インディー版）：1回（w / バフ・バグウェル）

ワールド・チャンピオンシップ・レスリング
- WCW殿堂：1995年[49]

ワールド・レスリング・エンターテインメント
- WWE殿堂：2007年[34]